# Marshalljohnstonia gypsophila
Marshalljohnstonia gypsophila Henrickson, 1976 è una specie di pianta angiosperma dicotiledone della famiglia delle Asteracee. È l'unica specie nota del genere  Marshalljohnstonia  Henrickson, 1976.

## Etimologia
Il nome del genere ( Marshalljohnstonia) è stato dato in onore del professore di botanica (University of Texas, Austin) Marshall Conring Johnston (1930 -) L'epiteto specifico (gypsophila) significa "pianta amante di substrati gessosi" (Gypsophila è anche un genere di piante il cui nome appare in una pubblicazione del 1753 ad opera di Linneo).
Il nome scientifico della specie è stato definito dal botanico James Solberg Henrickson (1940 - ) nella pubblicazione " Systematic Botany; Quarterly Journal of the American Society of Plant Taxonomists" ( Syst. Bot. 1(2): 171 (-172), figs) del 1976. Il nome scientifico del genere è stato definito nella stessa pubblicazione.

## Descrizione
Habitus. Le piante di questa voce, con cicli biologici perenni, hanno un portamento arbustivo con foglie carnose. Tutte le specie del gruppo, di appartenenza di questa pianta, sono provviste di latice.
Fusto. I fusti, in genere da eretti a espansi, legnosi e grossolanamente ramificati (la superficie è grigia, glabra e fessurata). Le radici in genere sono di tipo fittonante. Altezza media delle piante: 50 – 70 cm.
Foglie. Le foglie sono raccolte in rosette terminali (e laterali). La forma è semplice (da rombica ad ellittica stretta), i margini sono dentati, la disposizione è alterna, la consistenza è carnosa.
Infiorescenza. L'infiorescenza è composta da capolini solitari e terminali su peduncoli sottesi da alcune foglie ridotte. I capolini, solamente di tipo ligulifloro, sono formati da un involucro composto da diverse brattee (o squame) all'interno delle quali un ricettacolo fa da base ai fiori ligulati. L'involucro ha una forma più o meno cilindrica ed è formato da alcune serie di brattee embricate, disuguali con forme ovato-ellittiche e apici acuti. Il ricettacolo, alla base dei fiori, è nudo (senza pagliette) e fortemente alveolato.
Fiori. I fiori (da 10 a 18 per capolino), tutti ligulati, sono tetra-ciclici (ossia sono presenti 4 verticilli: calice – corolla – androceo – gineceo) e pentameri (ogni verticillo ha in genere 5 elementi). I fiori sono ermafroditi, fertili e zigomorfi.
- Formula fiorale:

*/x K {\displaystyle \infty }, [C (5), A (5)], G 2 (infero), achenio
- Calice: i sepali del calice sono ridotti ad una coroncina di squame.
- Corolla: le corolle sono formate da un tubo e da una ligula terminante con 5 denti; il colore varia da rosa a porpora (sono presenti delle striature più scure sulle venature).
- Androceo: gli stami sono 5 con filamenti liberi e distinti, mentre le antere sono saldate in un manicotto (o tubo) circondante lo stilo (il tubo è colorato di giallo opaco).[12] Le antere sono codate e allungate con una appendice apicale; i filamenti sono lisci. Il polline è tricolporato ed echinato ed è di colore arancio.[13]
- Gineceo: lo stilo è filiforme. Gli stigmi dello stilo sono due divergenti, allungati, subulati con la superficie stigmatica posizionata internamente (vicino alla base).[14] L'ovario è infero uniloculare formato da 2 carpelli.

Frutti. I frutti sono degli acheni con pappo. Gli acheni hanno una forma cilindrica (leggermente fusiforme e arcuata) con apice troncato e privi di becco (non sono compressi); in alcuni casi gli acheni sono provvisti di 5 coste longitudinali. Il pappo si compone di numerose setole leggermente piatte e altre fimbriate.

## Biologia
- Impollinazione: l'impollinazione avviene tramite insetti (impollinazione entomogama tramite farfalle diurne e notturne).
- Riproduzione: la fecondazione avviene fondamentalmente tramite l'impollinazione dei fiori (vedi sopra).
- Dispersione: i semi (gli acheni) cadendo a terra sono successivamente dispersi soprattutto da insetti tipo formiche (disseminazione mirmecoria). In questo tipo di piante avviene anche un altro tipo di dispersione: zoocoria. Infatti gli uncini delle brattee dell'involucro (se presenti) si agganciano ai peli degli animali di passaggio disperdendo così anche su lunghe distanze i semi della pianta.

## Distribuzione e habitat
La distribuzione è relativa al Messico del nord-est (si tratta di un endemismo del deserto del Chichuachuan).

## Tassonomia
La famiglia di appartenenza di questa voce (Asteraceae o Compositae, nomen conservandum) probabilmente originaria del Sud America, è la più numerosa del mondo vegetale, comprende oltre 23.000 specie distribuite su 1.535 generi, oppure 22.750 specie e 1.530 generi secondo altre fonti (una delle checklist più aggiornata elenca fino a 1.679 generi). La famiglia attualmente (2021) è divisa in 16 sottofamiglie.

### Filogenesi
Il genere di questa voce appartiene alla sottotribù Microseridinae della tribù Cichorieae (unica tribù della sottofamiglia Cichorioideae). In base ai dati filogenetici la sottofamiglia Cichorioideae è il terz'ultimo gruppo che si è separato dal nucleo delle Asteraceae (gli ultimi due sono Corymbioideae e Asteroideae). La sottotribù Microseridinae fa parte del "quinto" clade della tribù; in questo clade insieme alla sottotribù Cichoriinae forma un "gruppo fratello".
I seguenti caratteri sono distintivi per la sottotribù:
- il polline è colorato di arancio;
- la distribuzione è relativa al Nuovo Mondo.

Il genere di questa voce, nell'ambito filogenetico della sottotribù, occupa una posizione vicina ai generi Krigia e Pinaropappus (insieme formano un clade filogenetico).  Alcuni Autori, considerando l'estensione della sottotribù, l'hanno suddivisa in 8 entità (o alleanze) informali. Il genere di questa voce è stato associato al gruppo Alleanza Pinaropappus, formata dai generi Marshalljohnstonia e Pinaropappus (Krigia è il "gruppo fratello" dell'alleanza). Questo genere, in alcune checklist, è incluso il genere Glyptopleura. In precedenti classificazioni Marshalljohnstonia era descritto all'interno della sottotribù (non più valida) Stephanomeriinae.
I caratteri distintivi per questa specie sono:
- il portamento è arbustivo con foglie succulente;
- il ricettacolo è nudo;
- i capolini hanno pochi fiori;
- la morfologia del polline è peculiare di questa specie (fusione della porzione basale delle spine e sviluppo di una serie di sei distinte lacune).

Il numero cromosomico della specie è: 2n = 18 (specie diploide).